# Styrsö-Klasse
Die Styrsö-Klasse ist eine Klasse von Minenabwehrfahrzeugen der Schwedischen Marine.
Diese Schiffsklasse ist für beide Arten der Beseitigung (suchen und räumen) von Seeminen ausgerüstet. Sie ist als Minenräumboot sowie als Minenjagdboot klassifiziert. Weiter werden die Schiffe dieser Klasse zu Bewachungszwecken eingesetzt. Die Besatzung besteht aus 10 Offizieren und 8 Wehrpflichtigen.

## Ausrüstung
Die Fahrzeuge sind sowohl mit mechanischem Räumgeschirr als auch mit akustischen und magnetischen Vorrichtungen zur Nachschleppung, etwa gegen Magnetminen ausgerüstet. Außerdem besitzt diese Schiffsklasse eine Unterwasserdrohne des Typs „Uven“ mit Sonaraufklärung.
Insgesamt existieren vier Schiffe der Styrsö-Klasse, deren Namen sich von schwedischen Inseln ableiten („Ö“ ist das schwedische Wort für Insel):
- HMS Styrsö (M11)
- HMS Spårö (M12)
- HMS Skaftö (M13)
- HMS Sturkö (M14)

HMS steht dabei für Hans/Hennes Majestäts Skepp (Seiner/Ihrer Majestät Schiff). Alle vier Schiffe gehören der auf Muskö stationierten 42. Minenräumdivision an.